# Paullinia cururu
Paullinia cururu är en kinesträdsväxtart som beskrevs av Carl von Linné. Paullinia cururu ingår i släktet Paullinia och familjen kinesträdsväxter. Inga underarter finns listade i Catalogue of Life.